# رافينيا (لاعب كرة قدم مواليد يونيو 1992)
رافينيا (بالبرتغالية: Rafael Diniz Alves e Silva‏) هو لاعب كرة قدم برازيلي في مركز الوسط، ولد في 21 يونيو 1992 في Alumínio ‏ في البرازيل. لعب مع أتلتيكو باراناينسي وغراميو اساسكو اوداكس اسبورت كلوب ونادي أيه بي سي ونادي بونتي بريتا ونادي فيروفياريا.

## وصلات خارجية
- رافينيا (لاعب كرة قدم برازيلي) على موقع قاعدة بيانات كرة القدم.إي يو (الإنجليزية)
- رافينيا (لاعب كرة قدم برازيلي) على موقع Soccerway.com (الإنجليزية)
- رافينيا (لاعب كرة قدم برازيلي) على موقع AS.com (الإسبانية)